# Bernt Nevrell
Bernt Adolf Nevrell, född 13 juli 1904 i Stockholm, död där 31 maj 1992, var en svensk jurist och ämbetsman.
Nevrell avlade juris kandidatexamen i Stockholm 1928 och civilekonomexamen 1931. Han anställdes som amanuens i Finansdepartementet 1933, blev sekreterare i Allmänna civilförvaltningens lönenämnd 1936, byrådirektör i Allmänna lönenämnden 1939, kansliråd vid Finansdepartementet (1942) 1946, chef för dess löne- och pensionsavdelning 1946. Han var generaldirektör och chef för Riksräkenskapsverket 1948–1956 samt regeringsråd i Regeringsrätten 1956–1971. Nevrell var ledamot av Lagrådet 1958–1960.
Nevrell var ordförande bland annat i löneutredningen för fångvårdspersonal 1944, utredningen om pensionsrätt för riksdagsledamöter 1947, lönekommittén för kust- o gränsbevakning 1948, 1948 års läkarutbildningskommitté, 1950 års budgeträttskommitté, utredningen om statstjänstemännens sjukvårdsförmåner 1952 och 1955 års läkarutbildningsutredning.
Nevrell var styrelseordförande för Sophiahemmet 1964–1973 (vice ordförande från 1957). Han utsågs till medicine hedersdoktor vid Lunds universitet 1959.

## Utmärkelser
- Kommendör med stora korset av Nordstjärneorden, 24 november 1960.[1]